# Duda Wendling
Maria Eduarda Wendling Gomes (Rio de Janeiro, 19 de junho de 2006), mais conhecida como Duda Wedling é uma atriz brasileira que se tornou conhecida por protagonizar a série Valentins, e por atuar em novelas como Verão 90, Cúmplices de Um Resgate e Avenida Brasil.

## Carreira
Duda começou sua carreira de atriz em 2012, interpretando Clarinha na novela Avenida Brasil, da Rede Globo. Em 2013 atuou ao lado de Bruno Gagliasso no filme Mato Sem Cachorro. Em 2015 atuou na novela Cúmplices de um Resgate do SBT, em 2017 atuou no filme Poesias Para Gael da Telemilênio Brasil, em 2018 fez parte do elenco de Super Chefinhos da Rede Globo, em 2019 estrelou a série Valentins da TV Cultura e atuou na novela Verão 90 da Rede Globo. Em 2021 fez parte da série Os Veganitos. Em 2022, entrou para o elenco da série produzida pelo Ponto Ação, Stupid Wife. 

## Filmografia

### Televisão
| Ano       | Título                  | Personagem       | Notas              |
| --------- | ----------------------- | ---------------- | ------------------ |
| 2012      | Avenida Brasil          | Clarinha         | Recorrente         |
| 2013      | Joia Rara               | Julia            | Recorrente         |
| 2015      | Cúmplices de um Resgate | Dóris Jardim     | Até o capítulo 110 |
| 2018      | Super Chefinhos         | Ela mesma        |                    |
| 2019      | Valentins               | Lila Valentim    |                    |
| 2019      | Verão 90                | Isadora Ferreira |                    |
| 2021      | Os Veganitos            | Ela mesma        |                    |
| 2022–2024 | Stupid Wife             | Sara Campos      | Recorrente         |

### Cinema
| Ano  | Título            | Personagem |
| ---- | ----------------- | ---------- |
| 2013 | Mato Sem Cachorro | Lara       |
| 2017 | Poesias Para Gael | Eline Kid  |